# Província de Putumayo
Putumayo és una de les vuit províncies peruanes que conformen el departament de Loreto al nord-est del Perú. El seu territori, que abasta tota la franja septentrional del departament, limita a l'oest amb la República de l'Equador; al nord i l'est amb la República de Colòmbia, al llarg del riu Putumayo, i pel sud confina amb les províncies de Mariscal Ramón Castilla i Maynas.
Des del punt de vista jeràrquic de l'Església catòlica, forma part del vicariat apostòlic de San José del Amazonas.
La província va ser creada mitjançant Llei núm. 30186, promulgada el 5 de maig de 2014, pel govern del president Ollanta Humala.  Fins a aquesta data formava part de la província de Maynas.

## Geografia
Abraça una superfície de 45.927,89& km² i està a la franja septentrional del departament de Departament de Loreto,al límit entre el Perú i Colòmbia. El seu nom prové del riu Putumayo, el curs del qual defineix el seu marge nord i en les ribes del qual s'emplacen els seus principals poblats.
La província es reparteix en quatre districtes:
1. Putumayo
2. Rosa Panduro
3. Yaguas
4. Teniente Manuel Clavero

Segons l'Institut Nacional d'Estadística i Informàtica (INEI) la província del Putumayo tenia una població de 7.780 habitants d'acord al cens oficial del 2017 i una projecció de 9.072 habitants per a l'any 2023.

## Autoritats
Conseller regional
- 2019-2022: Josué Iracude Calderón (Moviment Esperanza Región Amazónica)[7]

Alcaldes de Putumayo
- 2019-2022[7]
  - Alcalde: Humberto Fuentes Tello, del Moviment Esperanza Región Amazónica.
  - Regidors:
- # Jackson Rojas Sandoval (Moviment Esperanza Región Amazónica)
- # Jairo Jaminton Rengifo Macahuachi (Moviment Esperanza Región Amazónica)
- # Aury Ushiñahua Silva (Moviment Esperanza Región Amazónica)
- # Marlith Lluseli Chávez Camacho (Moviment Esperanza Región Amazónica)
- # Leslye Alejos Tamayo (Restauración Nacional)